# استر وویت
استر وویت (مجاری: Eszter Voit; ۱۱ ژانویهٔ ۱۹۱۶ – ۲ نوامبر ۱۹۹۰) ژیمناست هنری اهل مجارستان بود.